# Hilde Levi

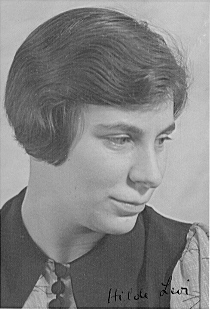
Hilde Levi um 1940

Hilde Levi (* 9. Mai 1909 in Frankfurt am Main; † 26. Juli 2003 in Kopenhagen, Dänemark) war eine deutsch-dänische Physikerin. Sie war eine der wissenschaftlichen Wegbereiterin der Autoradiographie und der Radiokarbonmethode und deren Anwendung. Nach ihrer Pensionierung widmete sie sich der Wissenschaftsgeschichte, insbesondere dem Nachlass von Nobelpreisträger George de Hevesy.

## Frühe Jahre und Ausbildung
Hilde Levi wurde am 9. Mai 1909 in Frankfurt am Main als Tochter von Adolf Levi, dem Direktor der Frankfurter Metallgesellschaft und seiner Frau Clara (geb. Reis) geboren. In einem assimilierten jüdischen Elternhaus aufgewachsen, besuchte die musisch und naturwissenschaftlich begabte Hilde Levi eine Frankfurter Oberschule. Nach dem Ablegen der Abiturprüfungen an der Victoriaschule im Jahr 1928 wurde Hilde von ihren Eltern zunächst für eine kurze Zeit nach England geschickt. Im Frühjahr 1929 begann sie mit dem Physik- und Chemiestudium in München, wo sie unter anderem von Arnold Sommerfeld, Kasimir Fajans und Heinrich Otto Wieland unterrichtet wurde. Für ihre Promotionsarbeit wechselte sie 1931 an das Kaiser-Wilhelm-Institut für Physikalische Chemie und Elektrochemie nach Berlin-Dahlem. Hier promovierte sie 1934, wissenschaftlich betreut von Max von Laue, Peter Pringsheim, Fritz Haber und ihrem Doktorvater Hans Beutler über die Spektren der Alkalihalogen-Dämpfe.

## Emigration
Nach der Machtübernahme der Nationalsozialisten im Frühjahr 1933 verschlechterten sich insbesondere nach der Durchsetzung des Arierparagraphen die Arbeits- und Lebensbedingungen jüdischer Wissenschaftler an Hochschulen und Forschungseinrichtungen. Unmittelbar nach der erfolgreich bestandenen Doktorprüfung emigrierte Hilde Levi, ebenso wie viele ihrer Kollegen ins Ausland. Hilde Levis Promotionsurkunde wurde Monate nach der Prüfung ihrem Bruder Edwin ausgehändigt.
Durch Vermittlung der dänischen Sektion der International Federation of University Women konnte sie in Kopenhagen eine Stelle am Niels-Bohr-Institut für Theoretische Physik als wissenschaftliche Assistentin von James Franck antreten, der bereits 1933 aus Göttingen emigriert ist.

## Wissenschaftliche Forschungen nach 1934
Ihr Aufenthalt am Niels-Bohr-Institut wurde zunächst von ihrem Vater finanziert und später durch Zuwendung der Rockefeller-Foundation und des Rask-Ørstadt-Fonds bestritten. Levi arbeitete als Assistentin von Franck an Untersuchungen der Fluoreszenz von Chlorophyll. Nach der Berufung von James Franck an die Johns Hopkins University von Baltimore 1935 wurde Hilde Levi auf Empfehlung von Niels Bohr wissenschaftliche Assistentin von George de Hevesy, der ebenfalls 1934 aus Deutschland emigrieren musste. In Kopenhagen baute Hilde Levi 1935 nach einer Anleitung von Lise Meitner eine Versuchseinrichtung zur Erzeugung von Neutronen, die die Grundlage für eine Reihe von wissenschaftlichen Experimenten bildete. Beide Wissenschaftler arbeiteten an der Bestrahlung von Seltenen Erden mit Neutronen. Dabei entdeckten sie für die einzelnen Elemente charakteristische Zerfallszeiten und entwickelten die Neutronenaktivierungsanalyse.
Im Dezember 1938 musste Hilde Levi ihren deutschen Pass in der Botschaft abgeben, und zugleich wurde ihr von der Berliner Universität der Doktortitel ohne Angaben von Gründen aberkannt. In Kopenhagen arbeitete sie zusammen mit de Hevesy und anderen Wissenschaftlern an der Untersuchung des Stoffwechsels lebenswichtiger Elemente, wie beispielsweise dem Phosphorstoffwechsels von Knochen und lieferte somit eine wichtige Grundlage zur Entwicklung der Nuklearmedizin.
Als Dänemark am 9. April 1940 von der deutschen Wehrmacht besetzt wurde, blieb sie zunächst in Kopenhagen und arbeitete nun am Carlsberg-Institut. 1943 drohte ihr die Deportation und sie musste im September zusammen mit der persönlichen Sekretärin Niels Bohrs, Sophie Hellmann sowie mit zwei der Söhne von Niels Bohr über den Öresund nach Schweden fliehen. In Stockholm arbeitete sie am Wenner-Gren-Institut für experimentelle Biologie der Wenner-Gren Foundation for Anthropological Research unter John Runnström bis zu ihrer Rückkehr nach Kopenhagen nach dem Ende des Zweiten Weltkrieges. Sie setzte ihre radiobiochemischen Forschung am Zoophysiologischen Institut der Universität Kopenhagen, das von einem engen Freund von George de Hevesy, dem Nobelpreisträger August Krogh geleitet wurde, fort.
Auf einer Forschungsreise in die USA 1947/48 machte sie sich mit der Radiokarbonmethode zur Altersbestimmung von abgestorbener organischer Substanz vertraut. Zurück in Kopenhagen, entwickelte sie zusammen mit dem Dänischen Nationalmuseum, die erste Messeinrichtung für C14-Datierungen in Europa und erzielte in den folgenden Jahren international beachtete wissenschaftliche Ergebnisse. Mit der von ihr entwickelte Messanordnung wurde bereits Anfang der 1950er Jahre das Alter des Grauballe-Manns bestimmt. Während ihres Aufenthaltes in den USA wurde sie ebenfalls mit den Technik der Autoradiographie vertraut gemacht. Sie setzte die Methode auch am Finsen-Institut in Kopenhagen zur Erforschung der Nebenwirkungen des Einsatzes von Thorotrast ein.
Seit 1960 lehrte Hilde Levi als Dozentin an der Kopenhagener Universität. In den Jahren 1954 bis 1971 beriet sie die dänischen Gesundheitsbehörden in Fragen des Strahlenschutzes.

## Wissenschaftshistorische Arbeiten
Im Jahr 1947 veröffentlichte sie eine kurze biographische Skizze von Lise Meitner, die sie seit ihrer Berliner Promotionszeit kannte und später in Schweden getroffen hatte.
Nach ihrer Pensionierung im Jahr 1979 widmete sich Hilde Levi verstärkt wissenschaftshistorischen Themen. Sie erwarb sich große Verdienste beim Aufbau des Niels-Bohr-Archivs und war konzeptionell an einer Ausstellung anlässlich seines 100. Geburtstages im Jahr 1985 in Kopenhagen beteiligt.
Ein weiterer Schwerpunkt ihrer wissenschaftshistorischen Arbeiten war die Aufarbeitung des wissenschaftlichen und persönlichen Nachlasses ihres langjährigen Forscherkollegens George de Hevesy. Im Jahr 1985 verfasste sie das biografische Werk George de Hevesy, Life and Work.

## Privatleben
Hilde Levi war nie verheiratet. Sie war seit September 1934 mit dem Physiker Hans Bethe verlobt, mit dem sie seit 9 Jahren befreundet war. Aufgrund der Vorbehalte seiner Mutter vor einer Heirat mit einer Jüdin, löste Bethe die Verlobung im Dezember 1934 einige Tage vor der geplanten Hochzeit. Dabei entstammte die Mutter selbst auch aus einer jüdischen Familie. Dieses Verhalten von Bethe löste bei Levis Kollegen Niels Bohr und James Franck größte Missbilligung und lebenslange Vorbehalte gegenüber ihm aus.
Im Jahr 2001 wurde Hilde Levi von der Humboldt-Universität zu einem Treffen von ehemaligen Wissenschaftlerinnen und Wissenschaftlern eingeladen, die nach 1933 entlassen worden waren und emigrieren mussten. Anlässlich dieser Veranstaltung wurde eine Publikation mit einer Kurzbiografie Hilde Levis veröffentlicht.
Die letzten Lebensjahre verbrachte sie in einem Seniorenheim in Hellerup bei Kopenhagen. Sie starb im Alter von 94 Jahren am 26. Juni 2003 in Kopenhagen.

## Auszeichnungen
- 1955: Tagea Brandts Rejselegat
- 1975: goldene Medaille der George-de-Hevesy-Stiftung.[16]

## Veröffentlichungen
- Ueber die Spektren der Alkalihalogen-Dämpfe, Dissertation 71 S., Frankfurt am Main: 1934
- in Zusammenarbeit mit George de Hevesy: Action of slow neutrons on rare earth elements, Nature, Vol. 137, 1936, S. 165–202
- in Zusammenarbeit mit George de Hevesy: Artificial radioactivity of Dysprosium and other rare earth elements , Nature, Vol. 136, 1935, S. 83–120
- in Zusammenarbeit mit George de Hevesy: Artificial activity of hafnium and some other elements, Matematisk-fysiske meddelelser; 15.11, Munsksgaard København 1938, 18 S.
- Note on the permeability of red blood corpuscles to potassium, Matematisk-fysiske meddelelser, 23.10, Munsksgaard København 1945, 9 S.
- The Action of honey bee-venom on red corpuscles, especially on their ionic permeability, Stockholm: Almqvist & Wiksell, 1945 [Ausg.] 1946
- in Zusammenarbeit mit A. W. Rogers: On the quantitative evaluation of autoradiograms, Matematisk-fysiske meddelelser, 33.11, Munsksgaard København 1963, 50 S.
- in Zusammenarbeit mit E. C. Anderson: Some problems in radiocarbon dating, Matematisk-fysiske meddelelser, 27.6, Munsksgaard København 1952, 22 S.
- George de Hevesy, Life and Work, Taylor & Francis 1985, ISBN 978-0-85274-555-7